# Dig, Lazarus, Dig!!!
Dig, Lazarus, Dig!!! es el decimocuarto álbum de estudio del grupo australiano Nick Cave & The Bad Seeds, publicado por la compañía discográfica Mute Records en marzo de 2008. El álbum fue grabado entre junio y julio de 2007 en The State of the Ark Studios de Richmond, Londres, y mezclado por Nick Launay en los British Grove Studios de Chiswick.
Fue el último trabajo del grupo en contar con la participación del miembro fundador Mick Harvey, que abandonó The Bad Seeds en 2009, y el segundo sin el también miembro fundador Blixa Bargeld. Supuso también el primer trabajo publicado desde la formación de Grinderman, un proyecto paralelo de Nick Cave a The Bad Seeds. En varias entrevistas, el músico comentó que el álbum "sonaría como Grinderman", con una mayor cercanía al garage rock. En línea con este enfoque, el álbum fue grabado en apenas cinco días, un tiempo poco común para un álbum de larga duración.
Dig, Lazarus, Dig!!! incluyó un diseño de portada de los artistas británicos Tim Noble y Sue Webster.

## Concepto
En la página web oficial del grupo, Nick Cave comentó sobre la inspiración para el álbum: «Desde que recuerdo escuchar la historia de Lázaro, cuando era un niño, ya sabes, en la iglesia, estuve perturbado y preocupado por ella. Traumatizado, de hecho. Todos estamos, desde luego, asombrados de los grandes milagros de Jesucristo —levantar a un hombre de entre los muertos— pero no podía dejar de preguntarme cómo se sentía Lázaro. Cuando era niño me dio miedo, para ser honesto. Tomé a Lázaro y lo atrapé en Nueva York, con el fin de dar a la canción un sentimiento contemporáneo. También estaba pensando en Harry Houdini que pasó parte de su vida intentando desacreditar a los espiritistas que estaban sacando provecho de los afligidos. Él creía que no había nada que hacer en el más allá. Fue el segundo mejor escapista, Harry lo era, Lázaro, por supuesto, siendo el más grande. Quería crear un tipo de vehículo, un medio, para Houdini para hablar con nosotros si así lo deseaba, ya sabes, desde su tumba».

## Recepción
La reacción crítica a la publicación de Dig, Lazarus, Dig!!! fue mayoritariamente positiva, con un promedio de 87 sobre 100 en la web Metacritic. Una reseña de NME describió el álbum como «un apocalipsis gótico psico-sexual» y le otorgó una calificación de ocho sobre diez, comentando que «justo cuando The Bad Seeds parecían contentos de asentarse en la mediana edad como una banda gospel de cabaret, han desnudado sus dientes de nuevo». Steven M. Deusner de Pitchfork Media le otorgó un 8.4/10 y comentó que «así es cómo los músicos de rock deben envejecer»., mientras que la revista Uncut otorgó al álbum cuatro de un total de cinco estrellas y escribió: «El grupo nunca ha sonado mejor, y Cave parece haberse relajado en la histeria de su estilo vocal; al igual que Elmer Gantry cantando a Leonard Cohen en un revival». En su reseña para Consumer Guide, Robert Christgau le otorgó una mención honorable de dos estrellas (), escogiendo «We Call Upon the Author» y «More News From Nowhere» como las dos mejores canciones y escribiendo: «A sus 50 años, es más dylanesque durante momentos benditos, además de que pronuncia las palabras de bienvenida: "Bukowski era un imbécil"».
La revista canadiense Now brindó al álbum tres de un total de cinco estrellas y escribió: «Detrás de las canciones que suenan como reescrituras de Iggy Pop y Leonard Cohen, Cave y compañía no están por encima reciclando su propio trabajo. "More News from Nowhere" es solo un riff de "Deanna"». Tiny Mix Tapes le otorgó cuatro estrellas y media y comentó que «ritmos de rock, country y blues se unen con letras de Cave sobre sexo, muerte, Dios y América para crear lo que puede ser uno de sus álbumes más perfectos». The A.V. Club lo calificó con un B+ y dijo que «tiene poco concepto o matiz, pero rezuma pasión». La revista Paste le otorgó una calificación de ocho sobre diez y escribió: «En otras palabras, incluso aunque el estado de ánimo es más amenazador que malhumorado, es vintage». Por otra parte, The Observer lo definió como «un triunfo de comienzo a fin», mientras que Drowned in Sound escribió: «Mientras que hay inevitables paralelismos con el anterior álbum, este decimocuarto álbum de la fluctuante Bad Seeds es una creación más audaz que su predecesor».

## Lista de canciones
Todas las canciones escritas y compuestas por Nick Cave. 
| N.º | Título                         | Duración |  |
| 1.  | «Dig, Lazarus, Dig!!!»         | 4:10     |  |
| 2.  | «Today's Lesson»               | 4:41     |  |
| 3.  | «Moonland»                     | 3:53     |  |
| 4.  | «Night of the Lotus Eaters»    | 4:53     |  |
| 5.  | «Albert Goes West»             | 3:32     |  |
| 6.  | «We Call Upon the Author»      | 5:12     |  |
| 7.  | «Hold On to Yourself»          | 5:51     |  |
| 8.  | «Lie Down Here (& Be My Girl)» | 4:58     |  |
| 9.  | «Jesus of the Moon»            | 3:22     |  |
| 10. | «Midnight Man»                 | 5:07     |  |
| 11. | «More News from Nowhere»       | 7:58     |  |

## Personal
- Nick Cave: voz (1-11), órgano (1,2,6,7), piano (3,8,9), pandereta (3,5,11), campana (3,11), tom (5), armónica (5), guitarra eléctrica (9)
- Martyn P. Casey: bajo (1-3,6-11)
- Thomas Wydler: caja (1), shaker (2,10), pandereta (2,5,10), batería (4,8,9)
- Warren Ellis: viola (1,6,9,11), loops (1,4,6,7,10,11), Fender Manocaster (2-4,7-10), guitarra tenor (3,5,8,10), maracas (3) batería (6), piano (8), flauta (9) y mandolina (9)
- Mick Harvey: guitarra eléctrica (1,4-6,10,11), guitarra acústica (2,5,7-9), bajo (4,5) y órgano (10)
- Jim Sclavunos: batería (1-3,5-7,10,11), bongos (1,5), cencerro (1), cuica (3), conga (3,4), crótalos (4), shaker (5), maracas (7), pandereta (8,9)
- James Johnston: órgano (2,5,9) y guitarra eléctrica (5)